# Saljut 3
Saljut 3 byla vojenská vesmírná stanice vypuštěná nosnou raketou Proton 25. června 1974. Jednalo se po Saljutu 2 o druhou stanici programu Almaz, jejíž skutečný význam byl kryt programem Saljut. Dle katalogu COSPAR měla číslo 1974-046A.

## Program
Po startu z kosmodromu Bajkonur dosáhla výšky 219 – 270 km a její finální orbitální výška byla 268 – 272 km. Saljut 3 měl celkovou váhu v rozmezí 18 - 19 tun. Měla dva solární panely umístěné bočně ve střední části stanice a oddělitelné záchranné moduly pro návrat dat ze zkoušek a materiálů. Měla namontován optický přístroj na plášti lodě, což umožnilo lépe pozorovat zvenčí samotnou loď. Dal se také vysílat televizní přenos ze stanice. Pouze jednomu ze dvou letů Sojuzů, Sojuzu 14, se podařilo připojit a jeho osádce ve složení Pavel Popovič a Jurij Arťuchin vstoupit na palubu a pracovat zde 14 dní. Druhému letu, Sojuz 15, se spojení nepodařilo. Přesto byl Saljut 3 celkově hodnocen jako úspěch. Plánovaný program byl splněn 23. září 1974 tím, že se od stanice oddělilo přístrojové pouzdro se záznamy a přistálo na území SSSR. Stanice skončila svou pouť 24. ledna 1975 po zapálení korekčního motoru, poté shořela nad Pacifikem v atmosféře po 214 dnech.

## Lety ke stanici
Ke kosmické stanici byly vyslány dvě kosmické lodě.
| Mise     | Posádka                       | Datum startu     | Datum přistání    | Délka pobytu | Poznámka                                         |
| -------- | ----------------------------- | ---------------- | ----------------- | ------------ | ------------------------------------------------ |
| Sojuz 14 | Jurij Arťuchin Pavel Popovič  | 3. července 1974 | 19. července 1974 | 14 dní       |                                                  |
| Sojuz 15 | Lev Djomin Gennadij Sarafanov | 26. srpna 1974   | 28. srpna 1974    |              | Posádce se nepodařilo úspěšně spojit se stanicí. |